# Калугинская
Калугинская — деревня в Тарногском районе Вологодской области.
Входит в состав Верховского сельского поселения, с точки зрения административно-территориального деления — в Верховский сельсовет.
Расстояние по автодороге до районного центра Тарногского Городка — 42 км, до центра муниципального образования Верховского Погоста — 4 км. Ближайшие населённые пункты — Будринская-1, Яфановская, Власьевская.
По данным переписи в 2002 году постоянного населения не было.